# Gare de Davos-Laret
La gare de Davos-Laret (en allemand Bahnhof Davos Laret) est une gare ferroviaire suisse de la ligne RhB à voie métrique de Landquart à Davos-Platz. Elle est située sur le territoire de la commune de Davos, région de Prättigau/Davos dans le canton des Grisons.
C'est une gare des Chemins de fer rhétiques (RhB).

## Situation ferroviaire
Établie à 1 522 mètres d'altitude, la gare de Davos-Laret est située au point kilométrique (PK) 40,823 de la ligne de Landquart à Davos-Platz (no 910), entre les gares de Cavadürli, et de Davos-Wolfgang.
C'est une gare d'évitement qui dispose d'une deuxième voie pour le croisement des trains.

## Service des voyageurs

### Accueil
Halte des Chemins de fer rhétiques (RhB), elle dispose d'un ancien bâtiment voyageurs.

### Intermodalité
Le stationnement des véhicules est possible à proximité.